# Empirický výzkum
Empirický výzkum je jednou z částí induktivní cesty poznávání. Opakem je teoretický výzkum, v němž převažuje dedukce a užití analytických metod, komparace pojmů, atd.
Termín empirismus označuje pozorování za účelem získání znalostí. Za jediný zdroj získaných informací považuje smyslové zkušenosti. V každodenním životě všichni provádíme neformální pozorování lidí a věcí kolem nás a velmi často používáme tato pozorování jako základ pro rozhodování. Například učitel může posloužit k tomu, že jeho studenti vypadají znuděně, a rozhodne se přejít na živější instruktážní činnost. Termín empirický výzkum se vztahuje na plánovaná pozorování. Dodržováním pečlivých plánů pro pozorování se zapojujeme do systematického, promyšleného procesu, který se nazývá výzkum.
V různých oborech, kvantitativní výzkum začíná otázkou, která je posléze testována experimenty. Obvykle, výzkum má určitou teorii ohledně zkoumaného tématu. Na základě této teorie jsou navrženy tvrzení a hypotézy. Z těchto hypotéz jsou odvozeny předpovědi o konkrétních událostech. Tyto předpovědi jsou otestovány vhodným experimentem.
Na základě výsledků experimentu jsou teorie a hypotézy potvrzeny, či vyvráceny.

## Využití
Cílem výzkumníka je co nejpřesněji popsat interakci mezi pozorovanou entitou a přístrojem (nebo lidskými smysly). Jestliže je u výzkumu využito přístrojové vybavení, je podmínkou, aby výzkumník daný přístroj kalibroval na již známých objektech, poté zdokumentoval výsledky a až poté přístroj aplikoval na neznámý objekt. Neboli tento výzkum popisuje interakce, které doposud nebyly nikým popsány a jejich finální výsledek.
V praxi hromadění důkazů a argumentů pro nebo proti určité teorii zahrnuje plánované výzkumné návrhy pro shromažďování empirických dat. Při posuzování výzkumů hrají velkou roli akademická kritéria. Autory jedné z nejpopulárnějších typologií, které se využívají pro tyto výzkumy, jsou Campbell a Stanley. Těmto autorům se podařilo rozlišit mezi preexperimentem, experimentem a kvazi-experimentem a současně jsou zastánci randomizovaných experimentů ve vzdělávacím výzkumu.

## Empirický cyklus
Empirický cyklus dle Adriaana de Groota:
1. „Pozorování: Pozorování určitého fenoménu a vyšetřování jeho příčin
2. Indukce: Formulace hypotézy – obecné vysvětlení fenoménu
3. Dedukce: Formulace experimentu, který ověří hypotézu (potvrdí, pokud vyjde; vyvrátí, pokud ne)
4. Testování: Postupy, jimiž jsou testovány hypotézy a sbírány data
5. Evaluace: Interpretace dat a formulace teorie – vytvoření argumentu, jenž dává nejpravděpodobnější vysvětlení experimentu.“

## Kvalitativní a kvantitativní výzkum
Kvalitativní výzkum se zaměřuje na popsání kvalit určitých jevů. Tyto jevy není možné změřit či spočítat. Využívá indukce, díky které z pozorovaných skutečností formuje teorii. Cílem kvalitativního výzkumu je odpovědět na problém zjištěním významových rozdílů a souvislostí.
Kvantitativní výzkum může zkoumat cokoliv, co lze měřit/spočítat. Využívá dedukce, díky které formuje závěry z premis. Výsledkem je potvrzení, či vyvrácení předpokladu. Kvantitativní výzkum se pokouší zjistit souvislosti a jejich četnosti.

## Vědecký výzkum
Přesná analýza dat pomocí standardizovaných statistických metod ve vědeckých studiích je rozhodující pro stanovení platnosti empirického výzkumu. Zásadní pro vytváření platných závěrů jsou statistické vzorce. Pokud empirická data dosáhnou významnosti podle příslušného statistického vzorce, je pravdivost výzkumné hypotézy podpořena.
Výsledek empirického výzkumu, jenž používá statistickou hypotézu, nikdy není důkazem. Může pouze hypotézu podpořit, vyvrátit nebo ani jedno ze zmíněného. Tyto metody udávají pouze pravděpodobnosti. Mezi vědami empirický důkaz odkazuje na objektivní důkaz, který nastane, nehledě na pozorovatele. Například, teploměr neukáže rozdílné teploty pro jiné pozorovatele. Teplota, správně měřena zkalibrovaným teploměrem, je empirickým svědectvím. Na druhou stranu, ne-empirický důkaz je subjektivní, záležící na pozorovateli. Na základě předchozího příkladu, pozorovatel A může pravdivě udat, že v místnosti je teplo, zatímco pozorovatel B může říct, taktéž pravdivě, že v ní je zima, přičemž oba brali stejná data z teploměru. Použití empirického důkazu neguje tento efekt subjektivní zkušenosti.